# بينيت موردوك
بينيت موردوك (بالإنجليزية: Bennet Murdock)‏ هو عالم نفس أمريكي، ولد في 1925.